# RPG-22
RPG-22（ロシア語: РПГ-22 «Нетто»）は、ソビエト連邦が1979年に開発した使い捨て式の対戦車擲弾発射器である。

## 概要
RPG-18の後継として開発されたが、口径は72.5mmに拡大され、装甲貫通能力も400ミリに向上している。軽量化のため、発射チューブはグラスファイバー製、射撃時に引き出す内部筒はアルミニウム製である。
射撃手順は基本的にRPG-18やM72 LAWと同様であるが、RPG-22は前方部分が発射筒内部に収められており、射撃準備を整える際には内部筒を前方に引き出す。収納時の全長はRPG-18より長かったが、射撃準備時の全長はRPG-18よりも短くなっている。